# Anton Segner
Pas d'image ? Cliquez ici

a Compétitions nationales et continentales officielles uniquement.

b Matchs officiels uniquement.
Dernière mise à jour le 07/12/2022.
Anton Segner, né le 24 juillet 2001 à Francfort-sur-le-Main, est un joueur allemand de rugby à XV qui évolue au poste de troisième ligne. Il joue avec la province de Tasman en NPC depuis 2020.

## Biographie

### Jeunesse et formation
Enfant, Anton Segner débute le sport en jouant au football et au hockey sur glace. C'est une fois au collège qu'il découvre le rugby, avec l'un des plus anciens clubs allemand, le SC 1880 Frankfurt. À 15 ans, il obtient une bourse pour aller étudier six mois en Nouvelle-Zélande, au sein du Nelson College (en). Celui qui est déjà international allemand des moins de 16 ans va alors rapidement s'imposer dans son école, devenant capitaine de l'équipe première. A la fin de sa bourse, il lui est proposé de rester en Nouvelle-Zélande, ce qu'il accepte. L'année suivante, il est sélectionné avec l'équipe scolaire de Nouvelle-Zélande pour une tournée en Australie. 
En 2018, il intègre l'académie des Crusaders et joue avec l'équipe de Nouvelle-Zélande des moins de 18 ans. L'année suivante, il mène le Nelson College au titre, le premier de son équipe depuis 2012.

### Premier contrat professionnel
En 2020, il signe son premier contrat professionnel avec l'équipe provinciale des Tasman Mako, qui évolue en NPC, et débute en octobre de la même année face aux Southland Stags.
Faisant toujours partie de l'académie des Crusaders, il est le capitaine de l'équipe des moins de 20 ans en 2021. Il a également l'occasion de s'entraîner régulièrement avec l'effectif professionnel de la franchise, et joue des matchs amicaux lors de la présaison 2021,. 
Lors de l'année 2021, il s'impose comme titulaire au sein de l'effectif du Mako. Avec sa province, il va jusqu'en finale du championnat, finale lors de laquelle il est titulaire. Néanmoins, Tasman s'incline face à Waikato.

### Super Rugby
Grâce à sa saison en NPC, il fait partie des espoirs les plus en vue de Nouvelle-Zélande. Bien que capitaine de l'équipe des moins de 20 ans des Crusaders, il n'est pas signé par l'équipe première. Les Crusaders ont en effet signé Pablo Matera pour la saison 2022 dans un groupe déjà riche en troisième lignes, tandis que des doutes ont été soulevés concernant le gabarit de Segner pour s'imposer en Super Rugby. 
Segner quitte donc les Crusaders, et signe un contrat de trois saisons en faveur des Blues. L'entraîneur des Blues, Leon MacDonald, avait repéré Segner lorsqu'il entraînait Tasman et que le jeune allemand évoluait encore avec le Nelson College. 
Profitant des blessures au sein de l'effectif des Blues, Segner obtient du temps de jeu dès sa première saison. Il dispute ainsi sept rencontres de Super Rugby, dont cinq comme titulaire.

### Carrière internationale
S'il ne ferme pas définitivement la porte à l'Allemagne, Anton Segner souhaite avant tout représenter la Nouvelle-Zélande,.
Après des sélections scolaires avec la Nouvelle-Zélande, il joue avec les moins de 18 ans en 2018. Puis en 2021, il porte les couleurs des moins de 20 ans lors d'un match amical face aux Îles Cook.

## Palmarès
- Vainqueur du championnat scolaire de Canterbury en 2019
- Vainqueur du NPC en 2020 avec Tasman.